# Kryoliet

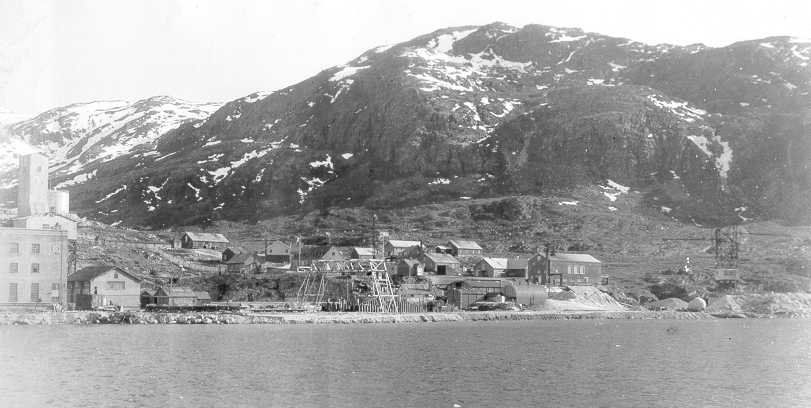
Kryolietmijn in Ivigtut, Groenland, zomer 1940.

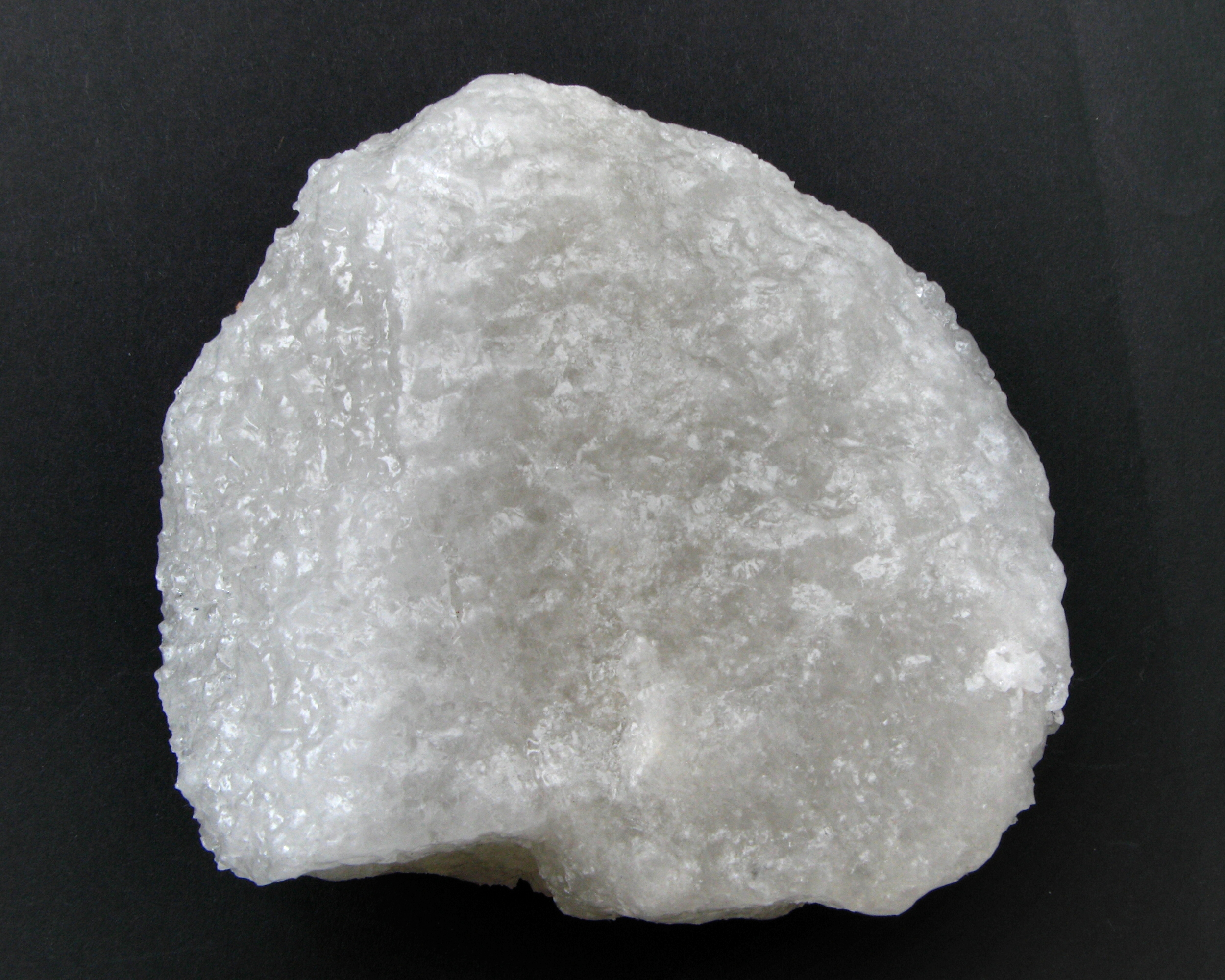
Kryoliet

Kryoliet (Na3AlF6, natriumhexafluoroaluminaat, cryoliet) is een tamelijk zeldzaam mineraal dat slechts van enkele plekken op de wereld bekend is. Het van oudsher bekendste voorkomen is de ooit grote voorraad in Ivigtût op de westkust van Groenland. Deze mijn is in 1987 gesloten.
In het verleden werd kryoliet gebruikt als erts in de bereiding van aluminium en later in de elektrolytische verwerking van het aluminiumrijke oxiden, zoals het bekende bauxiet, dat een combinatie is van een aantal mineralen als gibbsiet, böhmiet en diaspoor die allen rijk zijn aan aluminiumoxide. De lastige ontleding van aluminiumoxide in het metaal en zuurstof werd opgelost door kryoliet als een fluxtoeslag te gebruiken. Nu de natuurlijke bronnen van kryoliet op zijn wordt synthetisch natriumaluminiumfluoride uit fluoriet gebruikt.
Kryoliet komt voor als glasachtige mineraal met tinten van kleurloos of wit tot roodachtig of grijs-zwart. De kristalvorm is prismatisch monoklien.
De hardheid is 2,5 tot 3 op de schaal van Mohs en de dichtheid 2,95 tot 3,00. Kryoliet is doorschijnend tot transparant met een bijzonder lage brekingsindex. De waarden voor de brekingsindex liggen in het bereik van 1,3385 tot 1,34, dus heel dicht bij die van water. Ondergedompeld in water is kryoliet daardoor praktisch onzichtbaar.
Naast de vindplaats in Groenland wordt kryoliet ook aangetroffen in Pikes Peak (VS), in Mont Saint-Hilaire (Canada) en in Miass (Rusland). Kleinere vindplaatsen komen voor in Brazilië, Tsjechië, Namibië, Noorwegen, Oekraïne en een aantal andere staten van de Verenigde Staten.
Kryoliet is voor het eerst beschreven in 1799 op basis van het voorkomen in Ivigtût en Arksukfiord in West-Groenland. De naam is afgeleid van het Grieks kryos = bevroren en lithos = steen.